# Luciferianism
Luciferianismul reprezintă venerarea lui Lucifer, considerat Lucibel și înger de lumină, care dorește să elibereze omul de sub supunerea față de Creator. Unele opinii menționează că Lucifer este același cu Satan, altele neagă aceasta. 
Lucifer ca arhanghel de lumină, creat desăvârșit (Ezechel 28:12-14) de către Dumnezeu este asemănat cu Prometeus sau Phosphorus (Fosforus), din mitologia greco-romană, și se referă la zeul care a furat focul (cunoașterea, înțelepciunea) de la Zeus (Dumnezeu) și a dat-o oamenilor, deoarece nu se dorea aceasta de către zei. Luciferianismul ortodox face din monoteism un politeism, prin faptul ca lumea spirituală se împarte în două: Dumnezeu - stăpânul cerului și Lucifer - stapânul abisului (infernului). Lucifer ca purtător al luminii este cel ce dorește ca omul să trăiască liber și independent posedând cunoștința deplină.
Cartea Genezei menționează despre unirea fiilor lui Dumnezeu cu fiicele oamenilor de unde au luat naștere uriașii, vestiții viteji din vechime (Gen. 6), care nu erau altceva decât îngerii căzuți. 